# زمانیکه گرگ را فریاد میزنی
زمانیکه گرگ را فریاد می‌زنی (فرانسوی: Quand on crie au loup‎) یک فیلم کمدی فرانسوی محصول سال ۲۰۱۹ به کارگردانی ماریلو بری است.